# Heckler & Koch HK45
La Heckler & Koch HK45 è una  pistola semiautomatica calibro .45 ACP prodotta dall'azienda tedesca Heckler & Koch per il mercato statunitense.

## Storia
La HK45 è stata progettata per partecipare al programma militare Joint Combat Pistol; tale programma era stato indetto per selezionare una pistola calibro .45 ACP da fornire in dotazione alle forze armate degli Stati Uniti, al posto della Beretta M9 (9 mm Parabellum).
Il programma è stato sospeso nel 2006, ma la Heckler & Koch ha deciso di rendere disponibile l'arma anche al mercato civile e paramilitare.

## Caratteristiche
La Heckler & Koch HK45 è un'ulteriore evoluzione della USP, ed è disponibile nelle stesse 10 varianti. Racchiude in sé le migliori caratteristiche della USP, della P2000 e della P30, quali uno scorrimento maggiore del carrello, un'impugnatura ergonomica con scanalature per le dita, e la possibilità di intercambiare le parti esterne dell'impugnatura stessa secondo le proprie esigenze.
Lo spazio impegnato dall'impugnatura è a scapito della capacità del caricatore: i colpi disponibili sono 10, contro i 12 della USP45.
Tra le altre caratteristiche vi sono le scanalature sul carrello, la slitta Picatinny al di sotto della canna per l'uso di accessori e la canna con rigatura poligonale per una migliore precisione di tiro.

## Varianti
Tra le varianti della HK45 vi sono:
- HK45 Compact (HK45C), di dimensioni ridotte e caricatore da 8 colpi
- HK45 Tactical (HK45T) e HK45 Compact Tactical (HK45CT), in progettazione; sono caratterizzate da una canna più lunga con filettatura finale per l'uso del silenziatore, e dal mirino rialzato.